# 1426
1426 (MCDXXVI) var ett normalår som började en tisdag i den julianska kalendern.

## Händelser

### Okänt datum
- Sommaren - I Flensburg ingår hansestäderna förbund med de holsteinska grevarna, förklarar krig mot Erik av Pommern och inför handelsblockad mot Norden.

## Födda
- Februari – Kristian I, kung av Danmark 1448–1481, av Norge 1450–1481 och av Sverige 1457–1464.
- Costanza Varano – italiensk humanist, författare och brevskrivare.

## Avlidna
- Katarina av Pommern.